# ZIS-22

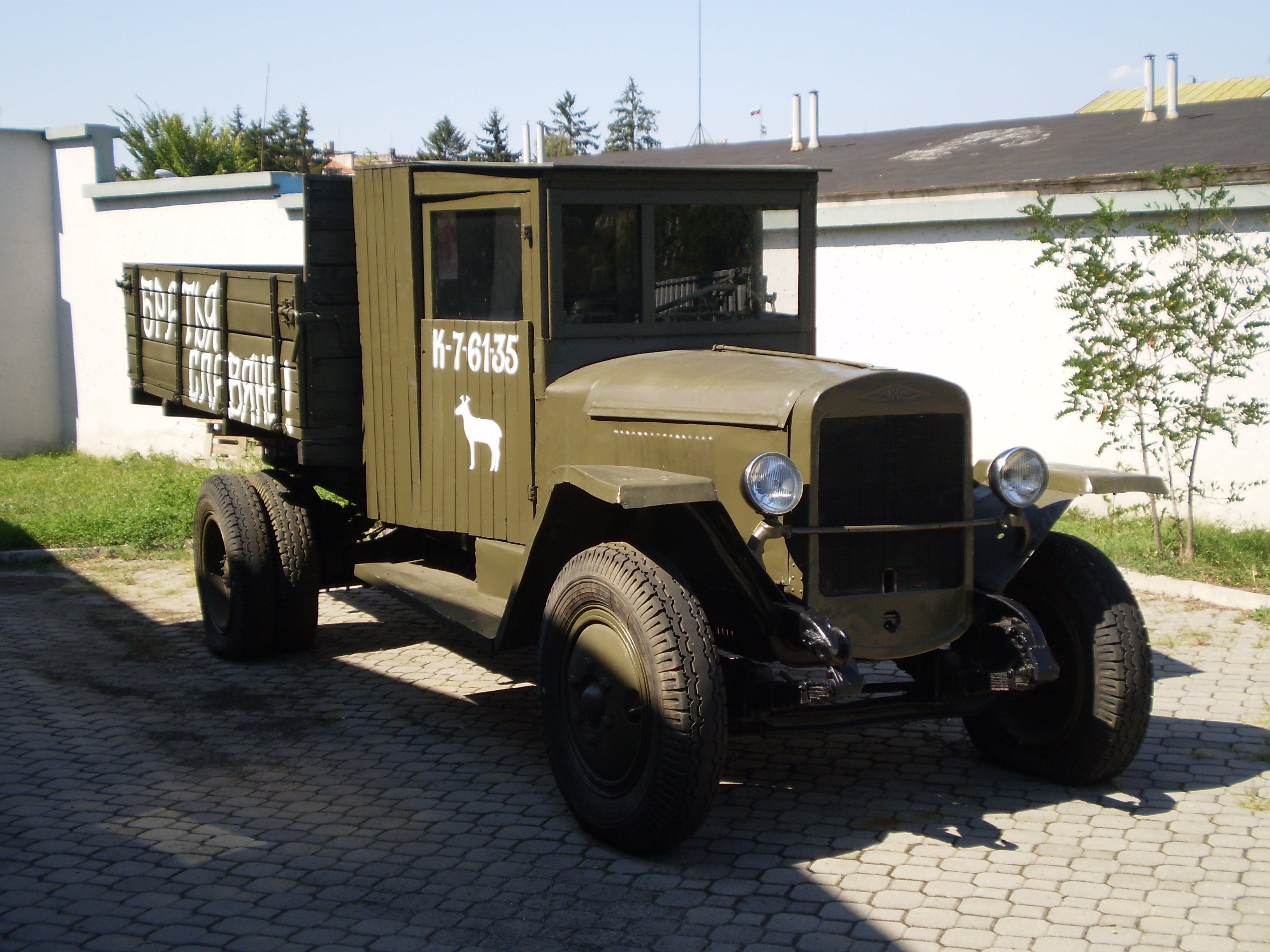
ZIS-5-Lastwagen, auf dem der ZIS-22 technisch basiert

Das Halbkettenfahrzeug ZIS-22 (russisch ЗИС-22) des sowjetischen Fahrzeugherstellers Sawod imeni Stalina  war ab 1938 das erste Halbkettenfahrzeug aus sowjetischer Produktion. Mit seinem Pritschenaufbau war es hauptsächlich für leichtere Transportaufgaben konzipiert. Technisch basiert es, bis auf das geänderte Fahrwerk, nahezu komplett auf dem Lastkraftwagen ZIS-5. Ab 1942 wurde mit dem ZIS-42 ein Nachfolgemodell produziert.

## Erste Serie
Bereits in den Jahren 1934 und 1935 hatte man bei ZIS mit Halbkettenfahrzeugen auf Grundlage früherer LKW-Typen experimentiert, war jedoch nicht wirklich zu befriedigenden Ergebnissen gekommen. Erst 1938 wurde die Arbeit an dem Projekt wieder aufgenommen. Man entwickelte zwei unterschiedliche Prototypen: Den Typ „WZ“ auf Basis des ZIS-5 und den „WG“ auf Basis des GAZ-AA. Diese sowie auch die ersten Serienfahrzeuge wurden im Leningrader Automobilreparaturwerk (abgekürzt LARZ) gebaut. Nach erfolgreichen Tests zwischen dem 7. Juni und dem 13. August 1938 wurde schließlich die Serienfertigung bei ZIS in Moskau aufgenommen. Bis Ende 1938 wurden 150 der nun als ZIS-22 bezeichneten Fahrzeuge hergestellt, danach die Produktion unterbrochen. 1939 wurden nur noch einzelne Fahrzeuge gefertigt. Im März 1940 wurde die Herstellung endgültig gestoppt.
Der Hauptfehler, der bei der Konstruktion der Fahrzeuge gemacht wurde, war, dass die Ketten nur durch die auftretenden Reibungskräfte mit den Kettenrädern, und damit mit dem Antrieb, verbunden waren. Das hatte zur Folge, dass die Gummiketten bei stärkerer Belastung auf den Kettenrädern zu rutschen begannen und das Fahrzeug nicht weiterfahren konnte. Das Problem war so gravierend, dass von Einheiten der Roten Armee, bei denen das Fahrzeug im Einsatz war, mehrfach Anfragen an den Hersteller entsandt wurden, die Kettenlaufwerke zu entfernen und wieder eine normale Hinterachse wie beim ZIS-5 einzubauen. In schwierigem Gelände war der gewöhnliche Lastkraftwagen gegenüber dem Halbkettenfahrzeug sogar im Vorteil. Insbesondere im Winterkrieg machte sich dieses Problem so stark bemerkbar, dass die Soldaten teilweise in Eigenarbeit hinter der Front wieder auf normalen Radantrieb umrüsteten.

## Zweite Serie
Trotz der enormen Probleme mit der ersten Serie war 1940 nach wie vor Bedarf an Halbkettenfahrzeugen bei der Roten Armee gegeben. So beschloss man im Frühjahr 1940 die Fahrzeuge zu überarbeiten. Da es für den ZIS-22 keine Alternative gab und die Maschinen schnell gebraucht wurden, waren jedoch keine signifikanten Änderungen möglich. Man versuchte zwar, die Haftung der Ketten auf den Kettenrädern zu verbessern, konnte aber nur sehr mäßige Erfolge erzielen. So wurde auch ein Bruchteil der Fahrzeuge der zweiten Serie mit den alten Fahrwerken ausgeliefert. Außerdem änderte man noch die Bereifung auf der Vorderachse von Luftbereifung hin zu Vollgummirädern. Wieso genau ist unklar.
Alles in allem wurden ca. 250 Fahrzeuge der zweiten Serie gebaut, als ZIS-22M bezeichnet. Insgesamt wurden also ca. 400 ZIS-22 produziert, nach anderen Quellen sogar noch weniger. Sie gingen jedoch aufgrund der genannten Probleme sehr schnell bei der Invasion der deutschen Truppen 1941 verloren. Heute ist kein erhaltenes Fahrzeug des Typs ZIS-22 mehr bekannt.

## Weitere Prototypen
1941 wurden auf Grundlage des ZIS-22M noch drei weitere, verbesserte Prototypen konstruiert, die jedoch nicht mehr in Serie gingen. Erfahrungen, die mit diesen Fahrzeugen gemacht wurden, kamen später bei der Konstruktion des erfolgreicheren Halbkettenfahrzeugs ZIS-42 zum Tragen.

## Technische Daten
Für den ZIS-22 der ersten Serie.
- Motor: Reihen-Sechszylinder-Ottomotor
- Motortyp: ZIS-5 (baugleich mit dem aus dem Lastwagen ZIS-5)
- Leistung: 73 PS (54 kW)
- Hubraum: 5555 cm³
- Höchstgeschwindigkeit: 35 km/h
- Treibstoffverbrauch: 60–100 l/100 km, je nach Untergrund
- größte befahrbare Steigung: 28°
- spezifischer Bodendruck: 0,27 kg/cm²

Abmessungen und Gewichte
- Länge: 6060 mm
- Breite: 2400 mm
- Höhe: 2230 mm
- Bodenfreiheit: 390 mm
- Radstand zwischen Vorderachse und vorderem Kettenrad: 2216 mm
- Radstand der Kettenräder: 1296 mm
- Leergewicht: 4660 kg
- Zuladung: 2250 kg
- zulässiges Gesamtgewicht: 6910 kg